# Federalist-Artikel Nr. 4
Der Federalist-Artikel Nr. 4 ist der dritte von John Jay, einem der Gründerväter der Vereinigten Staaten, verfasste Essay in einer Reihe von 85 Aufsätzen, die 1787–88 in den Zeitungen Independent Journal, New-York Packet und Daily Advertiser erschienen und unter dem Namen Federalist Papers gesammelt veröffentlicht wurden.
Artikel Nr. 4 erschien am 7. November 1787 unter dem Titel „Fortsetzung des Themas: Über die Gefahren fremder Gewalt und Einflüsse“ (The Same Subject Continued: Concerning Dangers from Foreign Force and Influence) im Independent Journal unter dem Pseudonym „Publius“.

## Geschichtlicher Hintergrund
Die 1777 verabschiedeten Konföderationsartikel (Articles of Confederation) der Vereinigten Staaten hatten sich schon wenige Jahre nach ihrer Ratifizierung 1781 als unzureichend erwiesen, um eine effiziente Regierung des Staatenbunds zu gewährleisten. 1787 war die Philadelphia Convention einberufen worden, um die Artikel zu überarbeiten, hatte im Ergebnis aber eine neue Verfassung entworfen. Im September 1787 wurde der Entwurf zur Ratifizierung an Verfassungskonvente in den einzelnen Staaten geleitet. Ab September 1787 agitierten die Gegner der Föderation („Anti-Federalists“) in Zeitungsartikeln gegen die Ratifizierung des Verfassungsentwurfs. Diesen entgegneten auf Seiten der Föderalisten die Aufsätze von Alexander Hamilton, James Madison und John Jay.

## Inhalt
Während sich Jay im vorausgegangenen Federalist-Artikel Nr. 3 mit der Notwendigkeit auseinandergesetzt hatte, die Föderation vor „legitimen“ Kriegen zu schützen, richtet er nun den Blick auf die Notwendigkeit, der Aggression fremder Staaten vorzubeugen:

„Aber die Sicherheit der Bevölkerung Amerikas vor der Bedrohung durch ausländische Mächte hängt nicht nur von möglichen Vorsorgemaßnahmen ab, um anderen Nationen keinen Grund für einen gerechten Krieg zu liefern, sondern auch von solchen, die das Land in eine Lage versetzen, die weder Feindseligkeiten noch Beleidigungen anderer auf sich zieht. Man muß wohl nicht betonen, daß es neben gerechten Anlässen zum Krieg auch vorgetäuschte gibt.“

Neben persönlichen Motiven absoluter Monarchen nennt Jay die Konkurrenz mit anderen Staaten auf den Gebieten der Fischerei, des Seetransports und Handels sowie den direkten Handel mit Indien und China unter Umgehung europäischer Zwischenhändler als mögliche Gründe für einen Krieg gegen die Union. Das Vizekönigreich Neuspanien und Britisch-Nordamerika blockierten mit der Mississippi-Mündung und dem Sankt-Lorenz-Strom für die Föderation bedeutsame Wasserwege. Ein weiteres Erstarken der Föderationsstaaten liege nicht im Interesse dieser Mächte:

„Aus gutem Grund hält sie deshalb die Union und ein gutes nationales Regierungssystem für notwendig, um sie dauerhaft in eine Lage zu versetzen, die nicht zum Krieg einlädt, sondern von ihm abschreckt. Zu einer solchen Lage gehört der bestmögliche Verteidigungszustand, der zwangsläufig vom Regierungssystem, den Waffen und den Ressourcen des Landes abhängt.“

In einer einheitlichen Regierung könnten sich die Begabungen und Erfahrungen der besten Köpfe aus allen Staaten sammeln. Sie könnte eine einheitliche Politik betreiben. Beim Abschluss von Verträgen habe sie das Wohl aller ebenso im Blick wie Einzelinteressen der Staaten im Hinblick auf ihre Gesamtheit. Mittel und Macht der Gesamtheit stünden in einem einheitlichen, konzertiert agierenden System schneller und nachdrücklicher zur Verteidigung des Einzelstaates bereit. Das Militär stünde unter einem einheitlichen Oberbefehl und sei dadurch schlagkräftiger als einzelne Einheiten aus dreizehn verschiedenen Staaten oder drei bis vier Konföderationen. Am Beispiel der britischen Marine führt Jay die Bedeutung einer nationalen Regierung für den Ausbau einer schlagkräftigen Flotte aus.
Für den Fall der Entstehung dreizehn unabhängiger Staaten stellt Jay die Frage, ob diese sich im Konfliktfall wirklich zuverlässig beistehen würden, oder ob nicht eigene Interessen oder eine besonders ausgeprägte Friedfertigkeit einzelne Staaten dazu verleiten könnten, ihrer Beistandspflicht nicht nachzukommen. Auch sei in einem solchen Fall unklar, welche Instanz die Armee der Verbündeten befehligen, Friedensverträge schließen, oder eine Schlichterrolle einnehmen solle.
Unstrittig sei schließlich, unabhängig davon, wie sich das politische System gestalte, dass fremde Nationen die nordamerikanischen Staaten als Konkurrenten wahrnähmen. Ein einheitlich regierter Staat mit „effizienter, gut organisierter Verwaltung, klug geregeltem Handel,  einer organisierten, disziplinierten Armee, sorgfältig verwalteten Ressourcen und Finanzen, wiederhergestellter Kreditwürdigkeit, und freien, zufriedenen und einigen Bürgern“ würde andere Staaten viel eher dazu veranlassen, freundschaftliche Beziehungen zu suchen. Getrennte Einzelstaaten würden viel eher zum Spielball der Politik Britanniens, Spaniens oder Frankreichs werden.

„Wie leicht wäre es nicht nur ihrer Verachtung preisgegeben, sondern ihrem Zorn, und wie schnell würde sich die teuer erkaufte Erfahrung bewahrheiten: Wenn ein Volk oder eine Familie sich spalten, dann schaden sie immer sich selbst!“